# 中山彰規
中山 彰規（なかやま あきのり、1943年3月1日 - 2025年3月9日）は、日本の体操競技選手であり、夏季オリンピックの金メダリストである。

## 生涯
愛知県名古屋市中区出身。中京商業(現中京大学附属中京高等学校)、中京大学を卒業し、その後、同大学の体育学部教授となった。
1968年メキシコシティーオリンピックと1972年ミュンヘンオリンピックの体操競技で合計6個の金メダルと、2個の銀メダル、2個の銅メダルを獲得した。日本男子体操チームの中心人物として、体操団体競技の連覇の更新に貢献した（1960年から1976年までの5連覇のうちの2回）。つり輪と鉄棒の種目では彼の名前を冠した技「ナカヤマ (Nakayama) 」がある。
2005年に国際体操殿堂入りし、表彰を受けた。
2025年3月9日、胃がんのため死去。享年82。

## 成績
- 1965年 ユニバーシアード（ブダペスト）団体総合、個人総合優勝
- 1966年 ドルトムント世界選手権（西ドイツ）団体総合、ゆか、鉄棒金メダル、つり輪銀メダル、個人総合、跳馬銅メダル
- 1967年 NHK杯個人総合 優勝
- 1967年 ユニバーシアード（東京）団体総合、個人総合優勝
- 1967年 全日本選手権 個人総合優勝
- 1968年 メキシコシティーオリンピック団体総合、つり輪、平行棒、鉄棒金メダル、ゆか銀メダル、個人総合銅メダル
- 1968年 全日本選手権 個人総合優勝
- 1969年 NHK杯個人総合 優勝
- 1970年 NHK杯個人総合 優勝
- 1970年 リュブリャナ世界選手権（ユーゴスラビア）団体総合、ゆか、つり輪、平行棒金メダル、鉄棒銀メダル、個人総合銅メダル
- 1970年 全日本選手権 個人総合優勝
- 1970年 中日杯 個人総合優勝
- 1971年 リガ国際（ソビエト：現ラトビア）個人総合優勝
- 1971年 全日本選手権 個人総合優勝
- 1971年 中日杯 個人総合優勝
- 1972年 ミュンヘンオリンピック（西ドイツ）団体総合、つり輪金メダル、ゆか銀メダル、個人総合銅メダル